# نیوآرک (تگزاس)
نیوآرک، تگزاس (به انگلیسی: Newark, Texas) یک شهر در ایالات متحده آمریکا با جمعیت ۱٬۰۰۵ نفر است که در تگزاس واقع شده‌است.